# Hamweddel
Hamweddel er en kommune og en by i det nordlige Tyskland, beliggende i Amt Jevenstedt i den sydlige del af Kreis Rendsborg-Egernførde. Kreis Rendsborg-Egernførde ligger i den centrale del af delstaten Slesvig-Holsten.

## Geografi
Hamweddel ligger omkring 17 km syd for Rendsborg i Naturpark Aukrug. Kommunen ligger mellem Kielerkanalen og Bundesstraße 77 fra Rendsborg mod Itzehoe.